# In spe
In spe est une œuvre pour quintette à vent et orchestre à cordes écrite par Arvo Pärt, compositeur estonien associé au mouvement de musique minimaliste.

## Historique
Composée en 2010, l'œuvre a été créée par le BBC National Orchestra of Wales sous la direction de Tõnu Kaljuste.